# 2012年夏季殘疾人奧林匹克運動會田徑女子馬拉松比賽
2012年夏季殘疾人奧林匹克運動會的女子馬拉松比賽會於9月9日在倫敦林蔭路舉行，本項目只有1個運動級別，並產生1面金牌。

## 賽程
所有時間為英國夏令時間 (UTC+1) 
| 日期   | 時間  | 階段      |
| ------ | ----- | --------- |
| 9月9日 | 11:30 | T54級決賽 |

## 外部連結
- 2012年殘奧會田徑比賽時間表（英文）